# (38417) 1999 RN218
(38417) 1999 RN218 est un astéroïde de la ceinture principale d'astéroïdes découvert en 1999.

## Description
(38417) 1999 RN218 a été découvert le 4 septembre 1999 à la Station Catalina, un observatoire astronomique situé dans les Monts Santa Catalina à environ 29 kilomètres au nord-est de Tucson dans l'Arizona, par le projet Catalina Sky Survey.

### Caractéristiques orbitales
L'orbite de cet astéroïde est caractérisée par un demi-grand axe de 2,75 ua, un périhélie de 2,43 ua, une excentricité de 0,12 et une inclinaison de 12,54° par rapport à l'écliptique. Du fait de ces caractéristiques, à savoir un demi-grand axe compris entre 2 et 3,2 ua et un périhélie supérieur à 1,666 ua, il est classé, selon la JPL Small-Body Database, comme objet de la ceinture principale d'astéroïdes.

### Caractéristiques physiques
(38417) 1999 RN218 a une magnitude absolue (H) de 15,0 et un albédo estimé à 0,278.